# Macumba na Alta
Macumba na Alta é um filme brasileiro de comédia de 1959 dirigido por Maria Basaglia para a  Paulistania Filmes. O roteiro é baseado na peça de teatro "Meu nome é doutor" de Amaral Gurgel. O Balé Negro de Xangô com o bailarino Dimas e a atriz Irina Grecco apresentam o número de dança que deu o título ao filme.

## Elenco
- Jaime Costa...... "Doutor"
- Rita Cléos...... Lena
- Fábio Cardoso...... Sílvio
- Armando Bógus...... Pinta
- Irina Grecco...... Zuzu
- Felipe Carone...... André, pai de Sílvio
- Marina Freire......Dona Violeta
- Maria Dilnah...... Irene, noiva de Sílvio
- Maria Helena Dias....Guadalupe

## Sinopse
"Doutor", um esperto vendedor de bilhetes de loteria, é atropelado pelo carro de Sílvio, um estudante boêmio filho de milionário. Este, como havia bebido, o leva para sua casa para tentar resolver rapidamente mas o "Doutor" se aproveita da situação juntamente com seu colega compositor de sambas Pinta e a filha Lena. Sr.André, pai de Silvio, retorna de viagem e os envolvidos não lhe revelam a verdade, dizendo que o "Doutor" é um professor de Sívio que veio para uma visita de longa duração. O período de carnaval se inicia e todos festejam de alguma forma. Pinta cria um samba que faz sucesso e a Rádio Nacional o procura para um contrato.